# 212465 Горошки
212465 Горошки (212465 Goroshky) — астероїд головного поясу, відкритий 23 серпня 2006 року.